# Rot-rote Koalition
Unter einer rot-roten Koalition (kurz Rot-Rot) versteht man eine Koalition zwischen einer sozialdemokratischen oder sozialistischen Partei und einer demokratisch-sozialistischen oder kommunistischen Partei (Parteifarben rot).

## Deutschland
Unter einer rot-roten Koalition versteht man in Deutschland eine Koalition aus SPD und der Partei Die Linke (bzw. früher der PDS). Dabei stellte bisher immer die SPD den Regierungschef. In mehreren ostdeutschen Bundesländern schnitt Die Linke bei Landtagswahlen in der Vergangenheit besser ab als die SPD. Jedoch kam es in diesen Fällen bisher nie zu einer rot-roten, sondern stattdessen zu einer von der CDU geführten Großen Koalition bzw. in Thüringen 2014–2024 zu einer rot-rot-grünen Koalition (Kabinett Ramelow I und Kabinett Ramelow II).
Die erste Kooperation zwischen SPD und PDS begann im Jahr 1994 in Sachsen-Anhalt. Ministerpräsident Reinhard Höppner ließ seine rot-grüne Minderheitsregierung von der PDS tolerieren. In den Jahren 1998 bis 2002 regierte die SPD ohne Bündnis 90/Die Grünen, die den Einzug in den Landtag verfehlt hatten. Höppner benötigte dafür aber weiterhin die Stimmen der PDS. In Anlehnung an diese Zusammenarbeit zwischen SPD und PDS spricht man daher bei PDS-Tolerierungen einer SPD-Minderheitsregierung von dem Magdeburger Modell.
Die erste rot-rote Koalition entstand 1998 in Mecklenburg-Vorpommern, unter Ministerpräsident Harald Ringstorff regierte sie bis 2006. Bei der Landtagswahl in Mecklenburg-Vorpommern 2006 erhielt das Regierungsbündnis nur noch eine knappe Mehrheit, und Ringstorff koalierte daraufhin mit der CDU.
Auch Berlin wurde in den Jahren 2002 bis 2011 von einer rot-roten Koalition regiert.
Nach dem Ende der großen Koalition im Jahr 2001 regierte die SPD zunächst in einer rot-grünen Minderheitsregierung unter Tolerierung der PDS (Magdeburger Modell). Nach der Neuwahl des Berliner Abgeordnetenhauses im September 2001 und dem anschließenden Scheitern der Gespräche zur Bildung einer Ampelkoalition kam es im Januar 2002 zur Bildung einer rot-roten Koalition (Senat Wowereit II). Bei der Berliner Wahl im September 2006 erhielten die Linkspartei.PDS und Bündnis 90/Die Grünen gleich viele Sitze im Abgeordnetenhaus. Trotz einer möglichen parlamentarischen Mehrheit für eine Zusammenarbeit mit den Grünen entschied die SPD für die Fortsetzung der rot-roten Koalition (Senat Wowereit III). Bei der Wahl zum Abgeordnetenhaus von Berlin 2011 verlor die regierende Koalition ihre parlamentarische Mehrheit. Nach Verhandlungen sowohl mit den Grünen als auch der CDU kam es zur Bildung einer großen Koalition unter Führung der SPD.
Anfang 2008 gab es in der SPD in Thüringen Überlegungen, ob man auch mit der Linken koalieren würde, wenn die SPD der kleinere Partner wäre und die Linke den Ministerpräsidenten stellte. Richard Dewes plädierte dafür, auch als Juniorpartner der Linken zu agieren. Letztlich unterlag er aber in einer Urwahl gegen Christoph Matschie, der bei der Landtagswahl in Thüringen 2009 als Spitzenkandidat antrat. Matschie wollte nur mit der Linken zusammenarbeiten, wenn diese ihn zum Ministerpräsidenten wählte. Im Oktober 2009 entschied sich die thüringische SPD gegen eine rot-rote Koalition und für die Bildung einer schwarz-roten Koalition unter Führung der CDU-Ministerpräsidentin Christine Lieberknecht.

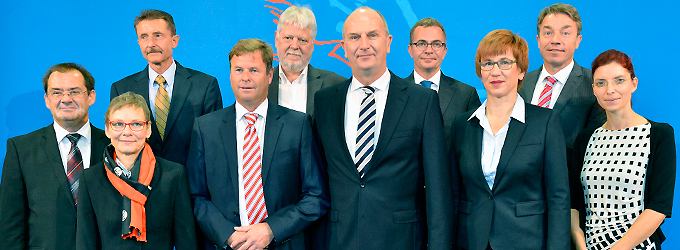
Brandenburger Ministerpräsident Dietmar Woidke mit seinen Ministern im Kabinett Woidke II am 5. November 2014.

Nach der Landtagswahl in Brandenburg 2009 hatte die SPD als stärkste Kraft die Optionen, die seit 1999 amtierende Koalition mit der CDU fortzuführen oder die erste rot-rote Koalition in Brandenburg zu bilden. SPD-Ministerpräsident Matthias Platzeck schlug dem Landesvorstand seiner Partei am 12. Oktober 2009 vor, Koalitionsverhandlungen mit den Linken zu führen. Am 6. November 2009 wurde die rot-rote Koalition im Landtag vereidigt.
Im Februar 2014 gab die SPD ihre Bereitschaft zur Bildung von Koalitionen auf Landesebene unter einem Ministerpräsidenten der Partei Die Linke bekannt.
Nach der Landtagswahl in Brandenburg 2014 bildete sich eine Regierung, die aus SPD und Linkspartei bestand. In Brandenburg wurde mit dem Kabinett Woidke II die bisherige Regierungsarbeit trotz prozentualer Verluste, insbesondere bei der Linken, fortgesetzt. Diese Koalition bestand bis 2019.
Nach der Landtagswahl in Mecklenburg-Vorpommern 2021 bildete sich eine Regierung, die aus SPD und Linkspartei besteht (Kabinett Schwesig II). Es ist die dritte rot-rote Koalition des Bundeslandes.

## Österreich
In Österreich versteht man (theoretisch) unter einer rot-roten Koalition die Zusammenarbeit von Sozialdemokraten (SPÖ) und Kommunisten (KPÖ). Traditionell in der Geschichte der Zweiten Republik Österreich – beginnend schon in der Ersten Republik Österreich – umso stärker nach dem Jahr 1945 gab es immer schon Ressentiments gegen eine Zusammenarbeit der Sozialdemokraten mit den Kommunisten. Dazu kam, dass trotz Unterstützung durch die russische Besatzungsmacht, die KPÖ schon bei den ersten Nationalratswahlen nur um die 5 % der Stimmen bekam und ab 1959 nicht mehr im österreichischen Parlament (Nationalrat) vertreten war. Die Ereignisse in Prag 1968 ließen die SPÖ zur Eisenstädter Erklärung schreiten. Darin  verurteilte die SPÖ den Kommunismus und lehnte jede Unterstützung durch die KPÖ ab.  „Nicht nur ich, sondern viele mit mir waren der Auffassung, dass die Eisenstädter Erklärung mit ihrer eindeutigen Absage an den sogenannten real existierenden Sozialismus mit dazu beigetragen hat, Klarheit zu schaffen bei vielen Wählern, die dieser Klarheit bedurften“, schrieb Bruno Kreisky später in seinen Memoiren.
Die Marginalisierung der KPÖ auf Bundesebene insbesondere nach 1989/90 erübrigte außerdem jegliche diesbezügliche Überlegungen. Propagandistisch aber spielte die an die Wand geschriebene „Zusammenarbeit der Linken“ bei der Nationalratswahl 1966 eine Rolle: Die KPÖ kandidierte damals nicht, gab aber eine Wahlempfehlung für die SPÖ ab. Diese distanzierte sich nicht davon, womit der Verdacht einer insgeheimen Zusammenarbeit in den Raum gestellt werden konnte. Im Wahlkampf von der ÖVP weidlich ausgeschlachtet, war das einer der Gründe für die damals erste absolute Mehrheit einer Partei und ersten Alleinregierung in Österreich.
Nach der Landtagswahl in der Steiermark 2005, bei der die KPÖ mit 6,3 % den dritten Platz erreichte, wurde zwar keine tatsächliche Regierungskoalition (die Landesregierung wurde damals nach dem Proporzsystem besetzt, wodurch die Kommunisten keinen Anspruch auf Regierungsbeteiligung hatten) in Erwägung gezogen, die SPÖ unterstützte aber den Vorschlag, mit Hilfe der KPÖ den SPÖ-Landesparteivorsitzenden Franz Voves zum Landeshauptmann zu wählen, falls die ÖVP ihre Zustimmung verweigern sollte. Letztlich wurde Voves mit den Stimmen von SPÖ, ÖVP und KPÖ gewählt, nur die Grünen hatten ihre Unterstützung verweigert.
Bei den Grazer Gemeinderatswahlen kam es 2021 zu einem Erdrutschsieg der KP, die damit in Österreichs zweitgrößter Stadt zur mit Abstand stärksten Fraktion wurde. Anschließend kam es zu einer Koalition zwischen KPÖ, Grünen und SPÖ.